# پیتوفنون
پیتوفنون (به انگلیسی: Pitofenone) با فرمول شیمیایی C۲۲H۲۵NO۴ یک ترکیب شیمیایی با شناسه پاب‌کم ۱۲۱۰۹۸ است. که جرم مولی آن ۳۶۷٫۴۴ g/mol می‌باشد. 